# Хернрот-Ротштейн, Анника
Анника Хернрот-Ротштейн (швед. Annika Hernroth-Rothstein, род. 29 мая 1981, Стокгольм) — шведская журналистка и общественный деятель. В 2020 году она опубликовала свою первую книгу «Изгнание — портреты еврейской диаспоры». Журнал Algemeiner назвал её одной из 100 лучших людей, положительно влияющих на еврейскую жизнь.

## Карьера
Хернрот-Ротштейн училась в Уппсальском университете и Университете Линнея, где получила степень бакалавра искусств в области СМИ и коммуникаций, а также в области ближневосточных исследований. В период с 2013 по 2015 год она работала политическим советником шведской либеральной партии Folkpartiet в составе консервативной политической коалиции Alliansen.

### Политическая деятельность
Она часто пишет о проблемах антисемитизма как в Швеции, так и за рубежом. В сентябре 2012 года Хернрот-Ротштейн организовала произраильский митинг с участием почти 1500 человек в центре Стокгольма. В 2013 году она привлекла внимание к предполагаемому антисемитизму в Швеции и протестовала против ряда мер в Швеции, запрещающих кошерный убой, ритуальное обрезание и, возможно, даже ввоз кошерного мяса. В августе 2013 года Хернрот-Ротштейн подала заявление о политическом убежище в своей стране Швеции на основании религиозных преследований.
Её интервью 2017 года с Такером Карлсоном процитировал Дональд Трамп.

### Иран
В 2016 году она посетила Иран во время парламентских выборов. Она посетила несколько синагог в Тегеране и Хамадане и сообщила о положении иранских евреев. Она сообщила, что иранские власти знали о её связях с Израилем и её политической сионистской деятельности при подаче заявления на визу, но всё же предоставили ей визу. В интервью Исраэль Хайом она сообщила, что во время выборов её пригласили в кабинет верховного лидера Ирана аятоллы Хаменеи. Она также сообщила, что её несколько раз лично приветствовал президент Хасан Рухани. О своей поездке она сообщила в статье под названием «Тоталитарный террор в Иране» в журнале The Tower Magazine.

### Венесуэла
В начале 2019 года она поехала в Венесуэлу и сообщила, что 23 февраля 2019 года ей угрожали, обыскивали и избивали лояльные президенту Николасу Мадуро военизированные группировки, известные как colectivos. Она взяла интервью у самопровозглашённого временного президента Хуана Гуайдо. Ротштейн вернулась в Венесуэлу 18 апреля 2019 года, но была ненадолго задержана в аэропорту Национальной гвардией Венесуэлы и впоследствии депортирована.

## Награды и почести
Журнал Algemeiner включил Хернрот-Ротштейн в свой список 100 человек, положительно влияющих на еврейскую жизнь за 2020 год.

## Публикации
В 2020 году Хернрот-Ротштейн опубликовала «Изгнание: портреты еврейской диаспоры».